# Крысичи
Крысичи — деревня в Котельничском районе Кировской области в составе Карпушинского сельского поселения.

## География
Располагается на расстоянии примерно 16 км по прямой на северо-запад от райцентра города Котельнич.

## История
Известна с 1802 года как починок Петуховской с 4 дворами. В 1873 году здесь (починок Крысовской) было учтено дворов 7 и жителей 73, в 1905 10 и 75, в 1926 (деревня Крысичи)  12 и 60, в 1950 15 и 58, в 1989 проживало 8 человек.

## Население
Постоянное население  составляло 6 человек (русские 100%) в 2002 году, 2 в 2010.